# Galya-tető
Galya-tető es la tercera montaña más alta en Hungría y en la cordillera de Mátra (después de Kékes y Pezső-kő). Es una importante atracción turística. Posee una altitud estimada en los 964 metros. El área pertenece oficialmente a Mátraszentimre, en el condado de Heves. Se trata además de un lugar vacacional, Los residentes permanentes se cuentan en unas 45 personas. 